# The Lonely Boys
The Lonely Boys är en fiktiv musikgrupp i Mats Olsson roman De ensamma pojkarna från år 1995.
Till bokens lansering spelades ett självbetitlat album in av Nisse Hellberg och Per Gessle, dels i 600 exemplar på vinylskiva, dels i 2000 exemplar på Cd vilka var tänkta att distribueras tillsammans med de 2000 första exemplaren av boken. Emellertid gavs skivan ut "på riktigt" i januari 1996. Bandet bestod av medlemmar från Wilmer X (Hellberg och Holst) samt Gyllene Tider (Gessle, Persson och Andersson).
Musiken på skivan är en pastisch på den 1960-talspop som boken handlar om och som duon Hellberg & Gessle är uppvuxna med; bland influenserna är The Beatles och The Rolling Stones självklara att nämna.

## Diskografi

### Studioalbum
1996 - The Lonely Boys

## Bandmedlemmar
The Lonely Boys bestod av
- Lasse Göransson (Thomas Holst) bas
- Roland Bergström (Mats "MP" Persson) Vox- & Hammondorgel, piano
- Kalle Johansson (Micke "Syd" Andersson) trummor och tamburin
- Thomas Nyberg (Per Gessle) kompgitarr och sång
- Richard Andersson (Nisse Hellberg) sologitarr, munspel, maraccas, tamburin och sång